# Britannia High
Britannia High (2008) – brytyjski serial obyczajowy dla młodzieży stworzony przez Arlene Phillips i Davida Iana.
Jego światowa premiera odbyła się 26 października 2008 roku na kanale ITV1. Emisja zakończyła się 20 grudnia 2008 roku. W Polsce premiera serialu odbyła się 11 września 2010 roku na kanale TVP1.

## Obsada
- Rana Roy jako Lola Jonze
- Georgina Hagen jako Lauren Waters
- Sapphire Elia jako Claudine Cameron
- Mitch Hewer jako Danny Miller
- Matthew James Thomas jako Jez Tyler
- Marcquelle Ward jako BB Simons
- Sophie Powles jako Ronnie Nuttal
- Mark Benton jako pan (Frank) Nugent
- Adam Garcia jako Stefan
- Lorraine Pilkington jako Anna
- Michele Austin jako pani Troy

## Spis odcinków
| N/o            | Tytuł angielski                    |
| -------------- | ---------------------------------- |
|                |                                    |
| SERIA PIERWSZA |                                    |
|                |                                    |
| 01             | Let's Dance!                       |
|                |                                    |
| 02             | Behind the Mask                    |
|                |                                    |
| 03             | Who Are You?                       |
|                |                                    |
| 04             | Fame                               |
|                |                                    |
| 05             | Go Your Own Way                    |
|                |                                    |
| 06             | Miss Independent                   |
|                |                                    |
| 07             | Don't Stand So Close To Me         |
|                |                                    |
| 08             | With A Little Help From My Friends |
|                |                                    |
| 09             | Finale                             |
|                |                                    |